# Party Crasher
Party Crasher è il sesto album registrato in studio da Per Gessle, uscito il 26 novembre 2008. È un album pop dalle sonorità disco anni '70 e vede la collaborazione, oltre che di Clarence Öfwerman e Christoffer Lundquist, anche di Helena Josefsson che nelle canzoni dell'album, insieme a Gessle, cura la parte vocale. Party Crasher è il secondo album registrato in inglese, dal 1997, con The World According to Gessle.

## Tracce
1. Silly Really – 3:40
2. The Party Pleaser – 3:39
3. Stuck Here with Me – 3:20
4. Sing Along – 4:00
5. Gut Feeling" – 3:34
6. Perfect Excuse – 3:11
7. Breathe Life into Me – 3:41
8. Hey, I Died and Went to Heaven – 4:00
9. Kissing is the Key – 3:08
10. Thai with a Twist – 2:41
11. I Didn't Mean to Turn You On – 3:35
12. Doesn't Make Sense – 3:50

### Bonus Tracks
- Bonus Track per ITunes:

1. I'm Glad You Called — 3:29
2. Silly Really [Right Into Your Bed Remix] [Remixed by Dick Mixon]

- Bonus Track per Telia:

1. Theme from Roberta Right (Music: Per Gessle & Gabriel Gessle - Lyrics: Per Gessle) — 3:04